# Myzus titschaki
Myzus titschaki är en insektsart som först beskrevs av Carl Julius Bernhard Börner 1942.  Myzus titschaki ingår i släktet Myzus och familjen långrörsbladlöss. Inga underarter finns listade i Catalogue of Life.